# نیژنه‌ایسماکوو
نیژنه‌ایسماکوو (انگلیسی: Nizhneismakovo) یک شهرک در شهرستان خایبولینسکی استان باشقیرستان کشور روسیه است.